# Castillo de Atienza
El castillo de Atienza es una fortaleza de origen musulmán que se encuentra en la localidad española de Atienza en la provincia castellano-manchega de Guadalajara. Fue construido entre los siglos XI y XII.

## Historia
Atienza, la antigua Thytia celtíbera, es nombrada por los cronistas latinos como uno de los puntos de más ardua resistencia de los celtíberos al ataque de los invasores romanos. Solamente cuando cayeron Numancia y Termancia, pudieron los césares romanos decir que la vieja Atienza había sido hecha suya. Aquí pusieron los romanos su atalaya, y luego los árabes hicieron de Atienza uno de sus más fuertes enclaves de resistencia contra los vecinos cristianos en la Reconquista.
En torno a este castillo musulmán, con el que Rodrigo Díaz de Vivar no quiso entablar combate al considerarlo como una peña mui fuert, surgieron las batallas a lo largo de toda la Edad Media. Entre los años 870-874 fue reconquistada por Alfonso III el Magno, pasando otra vez a los moros poco después.

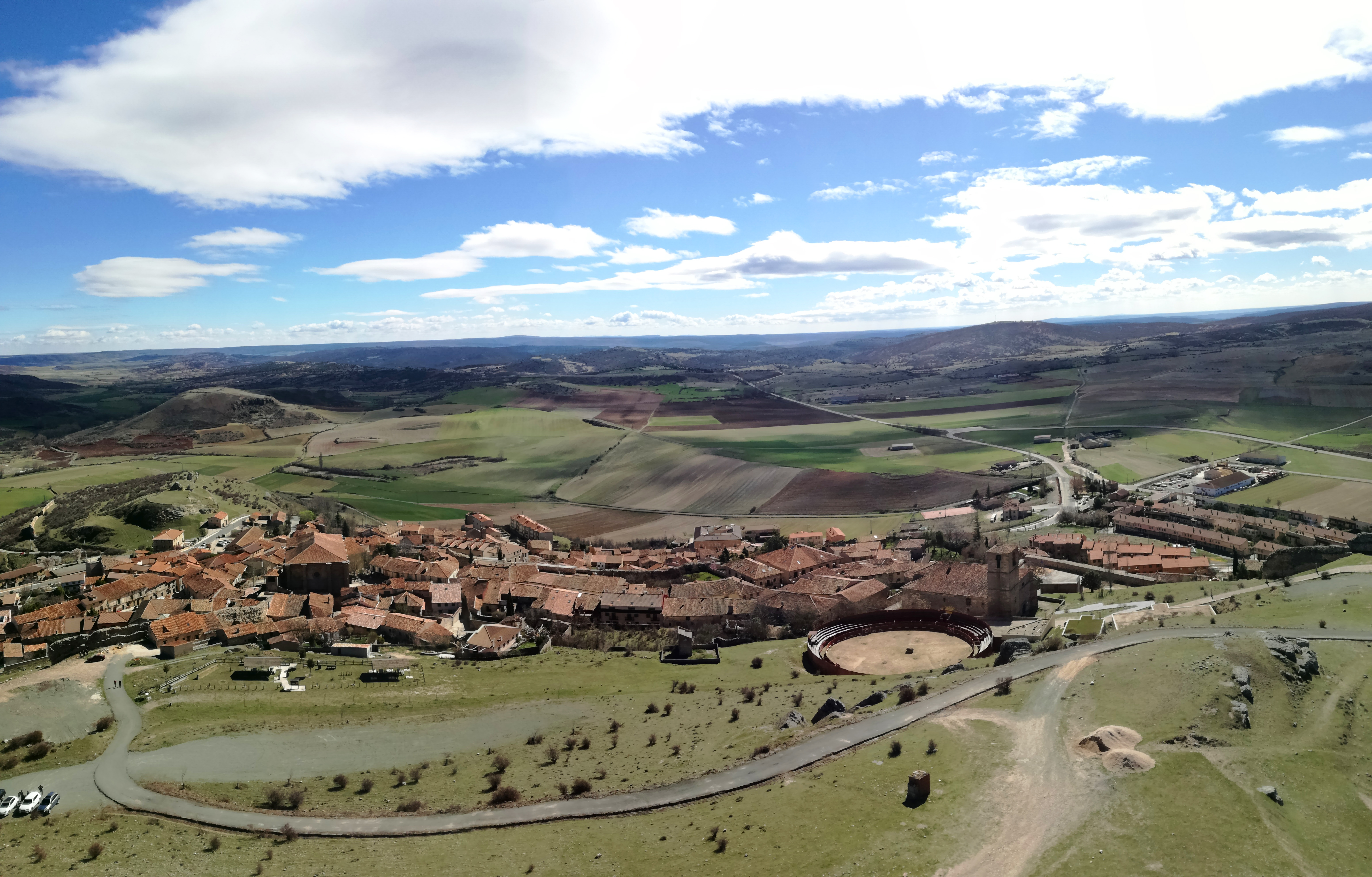
Atienza desde el castillo

La conquista definitiva de Atienza y su castillo tiene lugar en 1085, cuando Alfonso VI tomó Toledo, rindiéndose al mismo tiempo los enclaves más significativos del reino. En 1149 Alfonso VII concedió un gran territorio comunal a Atienza. En el reinado de Alfonso VIII la villa progresó espectacularmente, y el castillo alcanzó su aspecto definitivo, levantándose el segundo y más amplio cinturón de murallas. Este monarca tuvo siempre gran preferencia por esta villa, ya que en su infancia fue salvado por sus habitantes de la persecución a que le sometía su tío y regente Fernando de León, siendo este acontecimiento origen de la Caballada de Atienza, una de las fiestas más antiguas que todavía hoy se siguen celebrando en España.
Durante el siglo XV diversos hechos de armas causaron importantes daños a la villa y al castillo atencinos. Las tropas del rey de Navarra se hicieron dueñas de la posición, y tiempo después el castellano Juan II ayudado del condestable Álvaro de Luna y un poderoso ejército, sitiaron y conquistaron la villa, llegando a la lucha cuerpo a cuerpo y teniendo que destruir e incendiar buena parte de la población para poder expulsar de ella a los navarros.
Sus usos fueron variados, desde cárcel para nobles hasta vivienda de Felipe V.[cita requerida] En el siglo XIX, concretamente en el año 1811, comenzó su deterioro y ruina, manteniéndose en ese estado hasta etapas actuales.

## Descripción

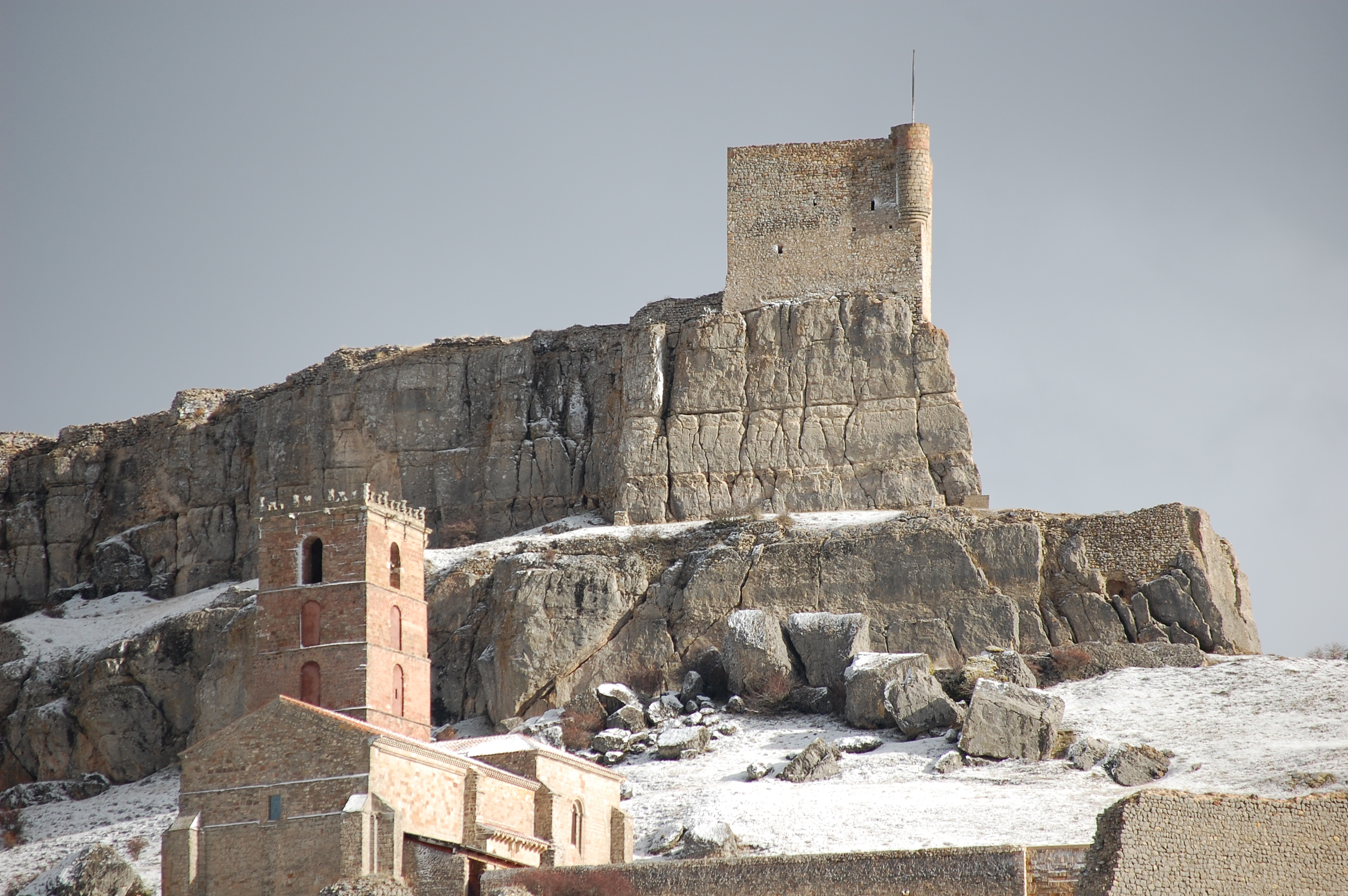
Vista del castillo y de la iglesia de Santa María del Rey tras una nevada

El castillo se encuentra sobre un promontorio rocoso rematado. La cúspide es estrecha y alargada, y en ella asientan los restos de lo que fue alcazaba mora y cristiana. En su centro se abren dos profundos aljibes que sirvieron en sus tiempos para recoger el agua de la lluvia.
En la esquina sur está la torre del homenaje, ofreciendo una sencilla estructura de planta cuadrada, con puerta en la planta baja, salas interiores, y una escalera en el muro que asciende a las plantas superiores y finalmente a la terraza, desde la que se puede observar un bello panorama. Como elemento defensivo destaca el garitón volado, único en todo el edificio y que se coloca en la esquina más meridional de esta parte del castillo.
Todavía en la altura encontramos los restos de la entrada al castillo, formada por dos torreones que escoltan una puerta, a la que se accede desde el camino de ronda.
Destaca por su doble línea de muralla que se adapta a la morfología del terreno donde se encuentra. Se levanta en los siglos XII y XIII. Del primer recinto, que abarcaba el corazón de la primitiva villa, se ven múltiples fragmentos de paramentos de fuerte sillarejo, y de todas las puertas que se abrían a lo largo de sus muros, el más bello y representativo que nos ha llegado es el llamado Arco Arrebatacapas o puerta de San Juan, que franquea el paso desde la plaza del Ayuntamiento, obra moderna del siglo XVIII, a la plaza del Trigo, el núcleo urbano más importante de la villa medieval. Por fuera de este cinto de murallas, se ven las más anchas, que sirvieron para encerrar a la villa que en el siglo XIV alcanzó su máximo apogeo, el número más elevado de habitantes de toda su historia (unos siete mil) y de parroquias, unas catorce, todas de estilo románico. De esta muralla externa, que encerraba barrios como el de Puertacaballos, y ciudadelas como la Judería, quedan enormes trechos en diversas zonas del ámbito urbano y alrededores, mostrando también algunas puertas acompañadas de torreones. 
El castillo fue devastado por las tropas francesas durante la guerra de la Independencia, como pasó con gran parte de este tipo de construcciones. También sufrió incidentes en la Guerra Civil (1936-39). En la actualidad su estado es de ruina. Es de propiedad municipal y por su mal estado está sin uso. Fue declarado Monumento Nacional el 3 de junio de 1931.